# Dendritická buňka

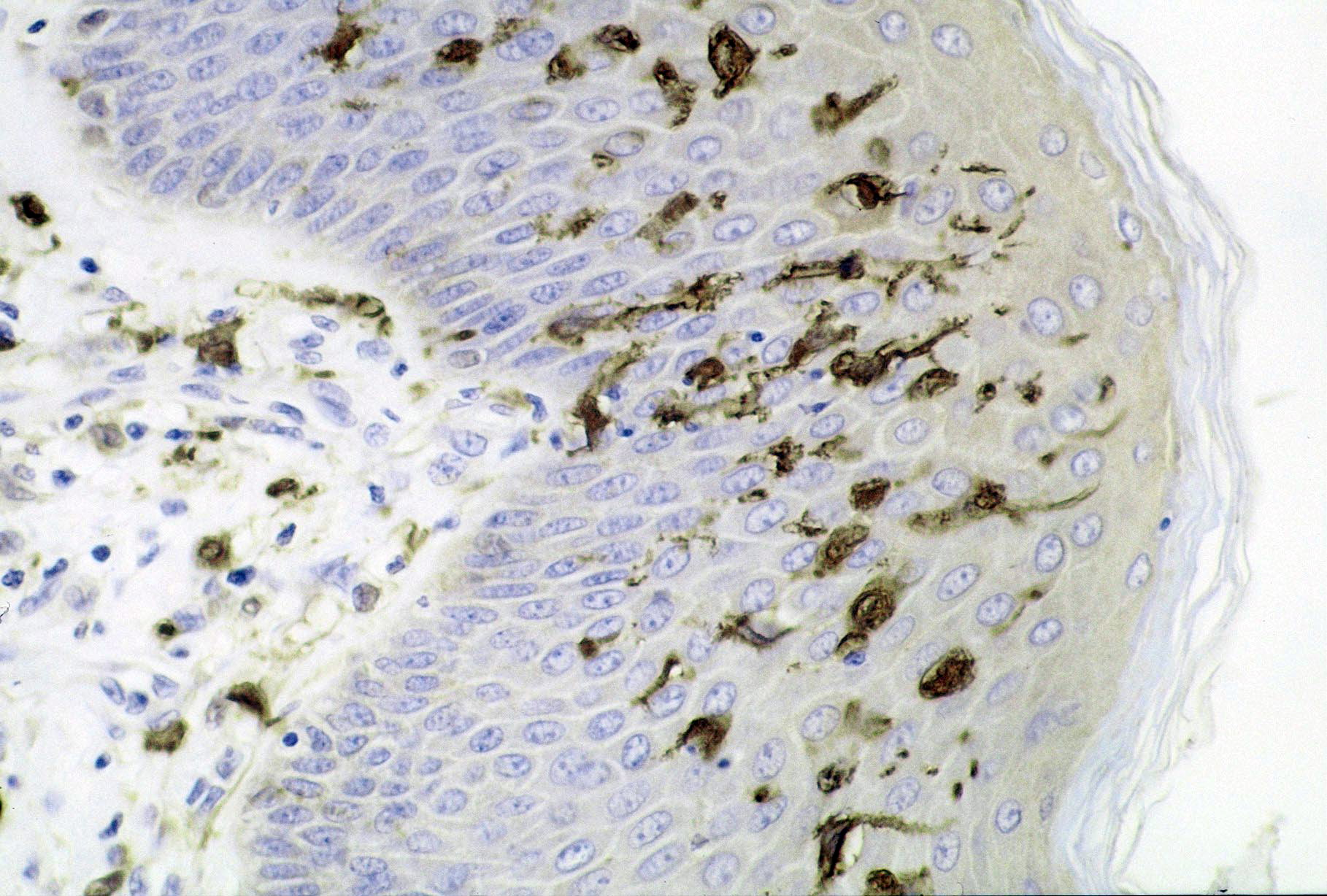
Dendritické buňky v kůži; infekce M. ulcerans; obarveno S100 imunoperoxidázou

Dendritické buňky (DC, z angl. Dendritic cells) tvoří spojnici mezi přirozenými a adaptivními mechanismy imunitního systému a jsou profesionálními buňkami prezentujícími antigeny. Představují různorodou skupinu buněk, které se navzájem liší svými fenotypovými a funkčními znaky.
Dendritické buňky tvoří malou část bílých krvinek v krvi a tkáních. Jsou schopné fagocytózy cizorodých částic, následně dozrávají, načež různým způsobem interagují (komunikují) s ostatními typy bílých krvinek (zejména s T-lymfocyty). Představují čekající „strážce těla“ v různých tkáních, ale když se aktivují, žijí již jen asi 3 dny. Patří mezi antigen-prezentující buňky imunitního systému a také mezi fagocyty. Dosahuje obvykle rozměrů kolem 7 mikrometrů. Vznikají jako ostatní imunitní buňky z hematopoetické kmenové buňky, čímž se liší od folikulárních dendritických buněk.
Za objev dendritických buněk a popis jejich role v rámci získané imunity získal americký imunolog Ralph M. Steinman Nobelovu cenu za fyziologii a lékařství pro rok 2011.

## Funkce
Dendritické buňky rozpoznávají skrze své PRR receptory (z angl. Pattern recognition receptors) patogenní struktury (PAMPs, z angl. Pathogen-associated molecular patterns  či „nebezpečné“ signály DAMPs, z angl. Damage-associated molecular patterns). Rozeznání antigenu dendritickou buňkou indukuje jeho fagocytózu a posléze jeho prezentaci na MHC naivním T lymfocytům, konkrétně jejich TCR receptorům. Souběžně se takto aktivovaná DC buňka vyznačuje zvýšenou expresí kostimulačních molekul (zejm. CD40, CD80, CD86), MHC II. třídy a produkcí příslušných cytokinů (zejm. IL-12, IL-1β, IL-6 atd.). 
Kromě stimulace adaptivní imunitní odpovědi hrají dendritické buňky důležitou roli v indukci centrální a periferní tolerance. Mohou indukovat apoptózu u autoreaktivních T lymfocytů, vznik T regulačních lymfocytů či inhibovat T buněčnou odpověď. 

## Ontogeneze
DC se vyvíjejí v kostní dřeni z hematopoetických kmenových buněk (HSCs, z angl. Hematopoietic stem cells). CD34+ HSCs mohou vytvářet multipotentní progenitor, jež je schopný diferenciovat do dvou možných progenitorů – myeloidního a lymfoidního. 
Hlavním růstovým faktorem důležitým pro vývoj DC buněk je Flt3L. Z prekurzorů vznikají dvě základní podmnožiny DC buněk – konvenční dendritické buňky (cDC, z angl. Conventional dendritic cells) a plazmacytoidní dendritické buňky (pDC, z angl. Plasmacytoid dendritic cells). 

## Klasifikace

### Konvenční dendritické buňky
Konvennční dendritické buňky jsou nejvíce účinné v antigenní prezentaci a dělí se do mnoha dalších podtříd na základě své lokalizace v těle, povrchových a funkčních znaků. Základní skupiny cDC buněk jsou cDC1 a cDC2. Lidské cDC1 jsou lokalizovány ve slezině, v krčních mandlích, játrech, plicích, kůži a střevech. Výrazně exprimují TLR3 a TLR8, naopak oproti myším homologům exprimují málo TLR4 a TLR9. Dále cDC1 buňky exprimují TLR1, TLR6 a TLR10. Lidské cDC2 jsou taktéž lokalizovány v lymfatických uzlinách, mandlích, slezině, kůži, játrech, ledvinách, plicích a střevech. Krevní cDC2 buňky exprimují na vysoké úrovni TLR2, naopak málo TLR4.

### Plazmacytoidní dendritické buňky
Plazmacytoidní dendritické buňky produkují interferony (zejm. typ I) a hrají tak významnou roli při antivirové imunitní odpovědi. K produkci IFN typu I dochází při stimulaci TLR7 a TLR9. Zásadní transkripční faktor pro diferenciaci a proliferaci pDC buněk je E2-2. Po opuštění kostní dřeně cirkulují pDC v krvi a následně osidlují periferie a lymfoidní tkáně.
Dále lze dendritické buňky dělit na nezralé a zralé:

### Nezralé dendritické buňky
Nezralé dendritické buňky se vyskytují v tkáních (zejména v kůži a sliznicích dýchací a trávicí soustavy). Tvoří zde asi 1-2% z celkového počtu buněk. Fagocytují („požírají“) odpad z buněk, různé další molekuly a dále také cizorodé částice a patogenní organizmy. Při pohlcování cizorodých částí virů či bakterií se podílí zejména toll-like (TLR) receptory. Nezralé dendritické buňky nejsou schopné účinně aktivovat T-lymfocyty, naopak je spíše tlumí či vyvolávají vznik tzv. regulačních T-lymfocytů. To umožňuje oslabení imunitního systému a zamezuje vzniku smrtelně nebezpečných autoimunitních onemocnění.
V pokožce se dendritické buňky označují jako Langerhansovy buňky. Mají ovšem obdobnou funkci jako nezralé dendritické buňky kdekoliv jinde v těle, tzn., hlídají tělo před choroboplodnými zárodky a podobně.

### Zralé dendritické buňky
Zralé dendritické buňky se od těch nezralých radikálně liší. Vznikají dozráváním dendritických buněk, které přišly do kontaktu s nějakým patogenním organizmem (antigenem). Dozrálá dendritická buňka se přestane „krmit“, stěhuje se do lymfatických uzlin a začne na svém povrchu v tzv. hlavním histokompatibilním komplexu (MHC I a II) vystavovat úlomky z bakteriálních/virových proteinů, čímž aktivuje do té doby naivní pomocné T-lymfocyty nebo cytotoxické T-lymfocyty. Dělají to poměrně sofistikovaným způsobem a aktivně se podle daného druhu cizopasníka rozhodují, jaký druh imunitní obrany zvolí. Zřejmě jsou schopné prezentovat některé molekuly speciálním způsobem i B-lymfocytům.
Jindy se dendritické buňky dělí podle svého původu na myeloidní a lymfoidní.

## Autoimunitní onemocnění
Role DC se taktéž diskutuje v souvislosti s autoimunitními chorobami. Příklady těchto onemocnění mohou být např. systémový lupus erythematodes (SLE) či psoriáza (lupénka), dále revmatoidní artritida či chronické střevní záněty (IBD, z angl. inflammatory bowel disease), např. Crohnova choroba či ulcerózní kolitida.

## Klinické využití
Obdobně jako u cDC buněk, i o pCD buňkách existují hypotézy o možném vlivu na tolerogenitu Treg lymfocytů. V souvislosti s DC buňkami se taktéž diskutuje jejich možné využití při vývoji nových vakcín či při protinádorové imunoterapii, neboť by se speciálním způsobem aktivované dendritické buňky vložily do pacienta a spustily by zde boj proti nádorovým buňkám.